# Puy de la Molède
Le puy de la Molède est un sommet des monts du Cantal dans le Massif central.

## Géographie

### Situation
Le puy culmine à 1 384 mètres d'altitude sur la commune d'Albepierre-Bredons.

### Accès
Le col de la Molède possède un parking d'où l'ascension peut se faire en suivant un chemin de randonnée.

## Activités

### Protection environnementale
Son versant septentrional est inclus dans la ZNIEFF de type 1 « Haute vallée de l'Allagnon - Forêt de Murat », tandis que l'intégralité du sommet est intégrée dans la ZNIEFF de type 2 « Monts du Cantal ».

### Randonnée
Le sentier de grande randonnée 400 l'approche au sud.